# エンドウ沖海戦
エンドウ沖海戦（エンドウおきかいせん）とは、太平洋戦争中の1942年（昭和17年）1月27日にマレー半島南部エンドウ沖で生起した海戦。連合国軍は駆逐艦一隻を失い、日本船団攻撃の目的も達成できなかった。

## 背景
開戦前の予定では日本軍は1942年2月6日頃にクワンタン、メルシン地区への上陸作戦を行なうことになっていた。クワンタンへの上陸作戦（Q作戦）は1941年12月31日に行われることになったが、事前にシンガポールに対する航空攻撃を行う航空部隊の戦力減少や、既に陸軍部隊が陸路クワンタンに迫っていたことから、この作戦は中止となった。一方、エンドウ、メルシン方面へは1942年1月17日頃に陸軍第18師団主力を揚陸することになった（S作戦）。しかし、シンガポールへの航空攻撃の効果が不十分と判断されたことや、戦艦や空母の出現情報がもたらされたことから延期され、陸軍部隊が陸路エンドウに迫ったこともあり最終的にこれも中止となった。陸軍部隊は1月21日夜にエンドウ川を渡河し1月26日にメルシンに突入した。
S作戦中止に伴い、第18師団主力はシンゴラへ揚陸されることになった。また、その後の航空作戦上、航空燃弾のエンドウへの輸送が必要であったことから、シンゴラから輸送船2隻がエンドウへ向かうこととなった。護衛にあたるのは第一護衛隊（指揮官第三水雷潜隊司令官橋本信太郎少将）で、軽巡洋艦「川内」、第十一駆逐隊、第二十駆逐隊、第一掃海隊、第十一駆潜隊、「音羽丸」、「留萌丸」、特設監視艇4隻からなっていた。
第18師団主力を運ぶ船団と護衛の第二十駆逐隊および駆逐艦「吹雪」は1月20日にカムラン湾より出発し、1月22日にシンゴラに到着した。引き続き、エンドウへ向かう輸送船は「かんべら丸」と「関西丸」の2隻であり、1月24日2時30分にシンゴラより出発した。途中で第一護衛隊の他の艦艇も合流し、1月26日10時45分に船団は泊地に投錨して揚陸が開始された。第一護衛隊は揚陸作業が終了するまで直衛警戒にあたった。9時からは陸軍第12飛行団第一戦隊の九七式戦闘機が上空警戒を担当した。

## 経過

### 連合国軍の空襲
1月26日、オーストラリア空軍の2機のハドソンがエンドウの北で船団を発見。イギリス空軍は稼動機すべてを投入して船団を攻撃することを決定した。
最初の攻撃はイギリス空軍第36および第100飛行隊のヴィルデビーストとオーストラリア空軍第1および第8飛行隊の飛行隊のハドソンにより行なわれた。ヴィルデビースト12機とハドソン9機がシンガポールより発進し、護衛の戦闘機は12機のF2Aバッファローと9機のホーカー ハリケーンであった。この攻撃ではヴィルデビースト5機が失われ、日本側も九七式戦闘機1機が撃墜されている。続いて第36飛行隊のヴィルデビースト7機、フェアリー アルバコア3機と第100飛行隊のヴィルデビースト2機がシンガポールより発進したが、護衛の戦闘機（ハリケーン7機とバッファロー4機）は遅れ、攻撃隊は戦闘機の到着前に日本軍機の迎撃を受けた。この攻撃ではヴィルデビースト5機、アルバコア2機とハリケーン1機が失われた。 3度目の攻撃はパレンバンより発進したイギリス空軍第62飛行隊のハドソン6機により行なわれ、2機を失った。パレンバンよりの次の攻撃隊は日没までにシンガポールまでしかたどり着けず、攻撃を断念した。
これらの空襲による日本側の被害は、「関西丸」で重傷一名、軽傷十数名、「かんべら丸」で戦死8名、負傷7名であった。また、空襲を受けながらも揚陸は順調であった。

### エンドウ沖海戦
1月26日16時30分、イギリス東洋艦隊の残存艦であったオーストラリア海軍駆逐艦「ヴァンパイア」とイギリス海軍駆逐艦「サネット」は、米軍駆逐艦4隻が第四水雷戦隊（旗艦「那珂」）を翻弄し輸送船5隻を撃沈したバリクパパン沖海戦の再現を狙い、シンガポールから出撃した。各艦の残魚雷は3本だった。両艦とも峯風型駆逐艦と同時代・同規模の旧式艦である。2隻の指揮は「ヴァンパイア」艦長のWilliam Moran中佐がとり、エンドウ沖には月が沈んだ後に着くつもりであった。2隻は第二十二航空戦隊の陸上攻撃機に発見され、巡洋艦2隻がエンドウへ向かっていると報告された。この報告は19時30分に第一護衛隊に届いた。報告された2隻の位置はエンドウの南東約200海里で、橋本少将は夜間の襲撃に備えた。
1月27日午前3時18分、月（月令10）は沈んで闇夜となった。4時10分以降、掃海艇4号が泊地に突入する連合国軍駆逐艦2隻を発見して通報。続いて4時35分に「吹雪」が全軍に報告する。「ヴァンパイア」は「川内」に魚雷1本を発射したが命中しなかった。「白雪」の艦底を通過していった魚雷も目撃された。連合軍の駆逐艦2隻に対し、まず「白雪」（駆逐艦長菅原六郎中佐）が探照灯を照射しつつ砲撃をおこない、「ヴァンパイア」を撃退するが探照灯の故障を起こす。
英駆逐艦2隻は南へ避退を開始、「ヴァンパイア」は煙幕を展開した。
続いて日本側各艦（白雪、夕霧、掃海艇1号、川内、朝霧、吹雪、初雪、天霧）は、煙幕に入り切れなかった「サネット」を砲撃して撃沈する。
第20駆逐隊は南方へ逃走する「ヴァンパイア」を追撃していたが、進行方向に機雷が敷設されていると判断し、追撃をやめた。
5時35分、探照灯の修理を終えた「白雪」は沈みかけている「サネット」を照射していたが、「初雪」と「天霧」が射撃を再開、このため「白雪」が危険に曝され橋本司令官は射撃中止を命じた。5時50分、「サネット」は完全に沈没した。日本側の損害は、「白雪」で負傷者1名。白雪艦長（菅原中佐）はカッターボートを派遣して救助を実施。「サネット」では31名が救助され、日本側は尋問結果から敵艦の艦名と勢力を知った。第三水雷戦隊戦闘詳報によれば同海戦の連合軍捕虜は士官（中尉）1名、下士官5名、兵25名の計31名であり「白雪」以外の捕虜の記録はない。また浅い海に沈んだためマスト頂上部分が海面から出ており、「白雪」は記念品として「サネット」の旗を持ち帰ったという。
輸送船団は1月28日までに揚陸作業を終え、次作戦に備えて回航された。

## 結果
両軍の損害は、日本軍は駆逐艦「白雪」の乗員一名の重傷、連合軍は駆逐艦一隻を失い、目的である日本船団への攻撃も達成できなかった。日本海軍の第一護衛部隊は、敵駆逐艦二隻との会敵、内一隻の撃沈を確認した。撃沈されたのは英駆逐艦サネット、逃走したのは英（豪）駆逐艦ヴァンパイアであった。
大本営発表では、「新嘉坡軍港にはなほ英水雷戰隊が蟄伏してゐた。我輸送船團が馬來東岸を南下中を攻撃せんとしてサネツト、バンパイヤー兩驅逐艦が二十七日馬來東岸エンダウ沖に出撃せるを發見するや、我が水雷艇は同じく驅逐艦とともに邀撃し、二對二の同勢力による今次開戰以來初の海上遭遇戰を展開サネツトを撃沈しバンパイヤーを遁走せしめた。我方には一彈一片の被害なく、世界一を自負した英海軍勢力の實體は茲に遺憾なく暴露された。」と報じられ、この戦闘を「エンドウ沖海戦」と呼称した
この海戦は大本営発表で「今次海戦以来初の海上遭遇戦」と報じられた。しかし、1月12日夜に白露型駆逐艦8番艦「山風」（第四水雷戦隊、第24駆逐隊）と第38号哨戒艇によるオランダ敷設艦「プリンス・ファン・オラニエ」の撃沈があり、1月24日にバリクパパン攻略のために蘭印部隊西方攻略部隊が連合国軍駆逐艦の反撃を受け、相当な被害を受けた海戦が発生していたが、これは公表されなかった。
大本営発表では「二対二の同勢力」と報じたが、実際は日本軍の軽巡1隻・駆逐艦6隻と連合国軍の駆逐艦2隻の水上戦闘であった。日本の各艦は主砲70〜100発前後を発射した。日本艦隊の砲弾が探照灯照射中の「白雪」に集中し、橋本少将が射撃中止を命じる場面もあった。
この海戦は日本側が巡洋艦1隻、駆逐艦6隻という相手に対し圧倒的兵力を持っていた点から見れば、満足のいく戦闘ではなかったという指摘もある。当事者である三水戦も、撃破した敵艦（サネット）に拘りすぎて別の敵艦（ヴァンパイア）への攻撃が不徹底に終わった事、各艦が「サネット」に探照灯を重複照射したため他の敵艦（ヴァンパイア）が見えなくなった事、各艦が三水戦司令部（川内）の命令を待ちすぎて離脱する敵艦への追撃が遅れた点を指摘し、「遂に之ヲ逸シタルハ遺憾ナリ」と戦闘詳報で戦訓所見を述べている。